# عبدو ضيوف

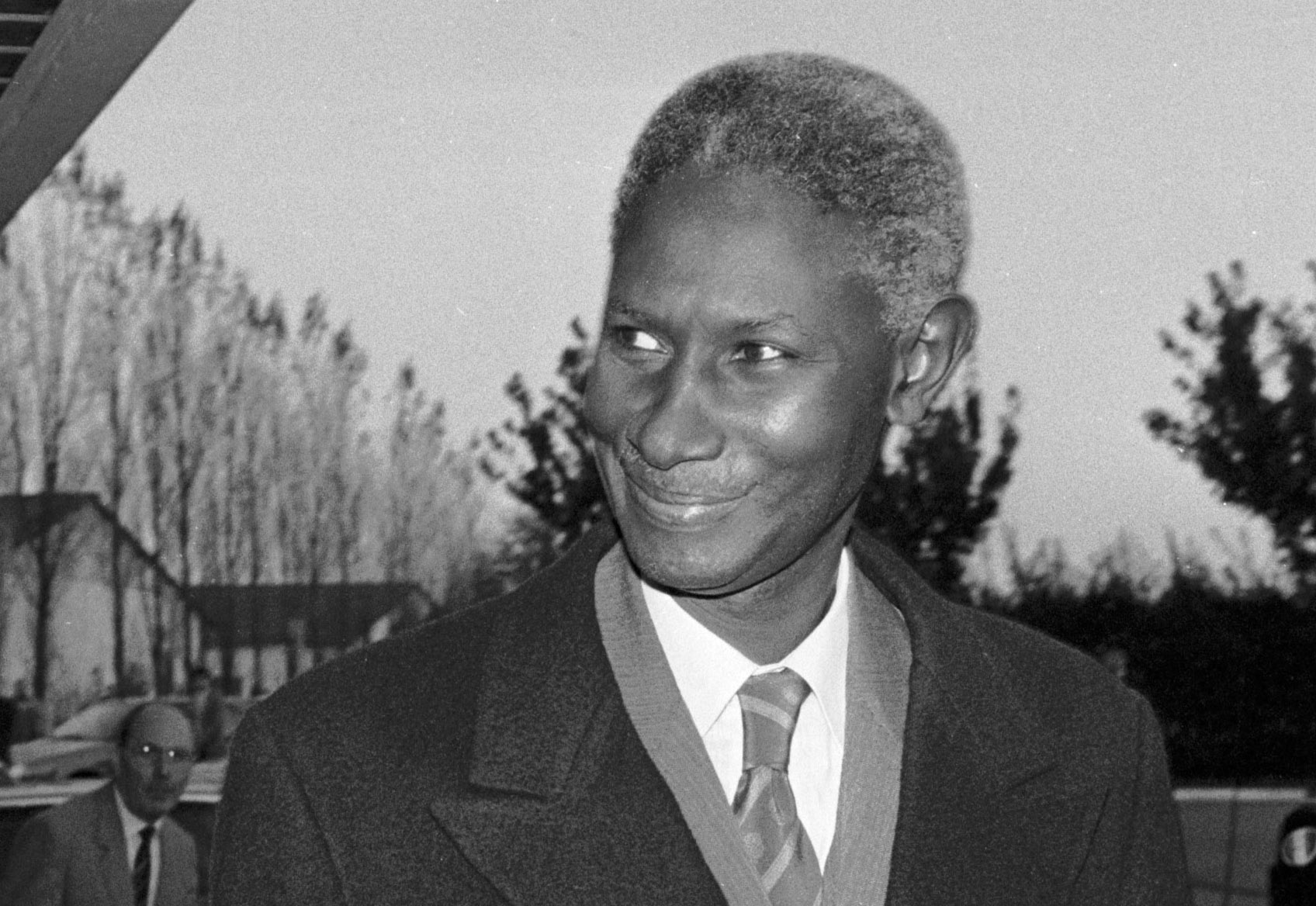
عبدو ضيوف

عبدو ضيوف (بالفرنسية: Abdou Diouf)‏ (1354 هـ / 1935م -)، سياسي من السنغال، شغل منصب الرئيس الثاني لجمهورية السنغال من عام 1981م إلى مارس 2000م.
يشتهر ضيوف بقدومه إلى السلطة عن طريق الخلافة السلمية، وتركها طواعية بعد خسارته في الانتخابات الرئاسية لعام 2000 لصالح عبد الله واد. لاحقا شغل منصب الأمين العام الثاني للمنظمة الدولية للفرانكوفونية من يناير 2003 إلى ديسمبر 2014.

## حياته
ولد في مدينة لوگا وتخرج في جامعة باريس في الحقوق والعلوم السياسية، تقلد عدة وظائف حكومية عليا بين عامي 1960 و1970م، حتى أصبح رئيسًا للحكومة بين عامي 1970 و1980م، كما رأس منظمة الوحدة الإفريقية في إحدى دوراتها.
عمل عبدو ضيوف على ترسيخ وحدة السنغال والنهوض بها، كما شجع الاتجاه إلى التعليم العربي والإسلامي في بلاده، وكان له دور بارز في تنظيم اللقاءات الإسلامية العالمية والمحلية في السنغال، كما اهتم بقضايا الأمة وجاهد في الدفاع عنها في المحافل الدولية، وأسهم إسهامًا كبيرًا في إنجاح مؤتمرات القمة الإسلامية.
أصبح رئيسا للسنغال في يناير 1981 عقب استقالة ليوبولد سيدار سينغور وأعيد انتخابه في كل من 1983 , 1988 و 1993.
فترات تقلده لمنصب الرئاسة تميزت بتعميق البعد الديمقراطي في البلاد.
خسر ضيوف الانتخابات الرئاسية التي أقيمت في مارس 2000م، رغم تقدمه في الجولة الأولى منها. ولكن بعد تحالف الرئيس عبد الله واد الذي حل ثانياً ومصطفى نياسي الذي حل ثالثاً تراجع ترتيب ضيوف في الدورة الثانية للانتخابات وخلفه واد على منصبه. وقد أقر ضيوف بانتصار عبد الله واد، مما حدى بواد أن يقول أن ضيوف يستحق جائزة نوبل للسلام لتركه السلطة سلمياً. وقد انتقل ضيوف منذ ذلك الحين ليقيم في فرنسا مع زوجته الفرنسية، إليزابث.
حاز جائزة الملك فيصل العالمية لخدمة الإسلام عام 1998م.

## روابط خارجية
- عبدو ضيوف على موقع IMDb (الإنجليزية)
- عبدو ضيوف على موقع الموسوعة البريطانية (الإنجليزية)
- عبدو ضيوف على موقع مونزينجر (الألمانية)
- عبدو ضيوف على موقع إن إن دي بي (الإنجليزية)
- عبدو ضيوف على موقع أوليمبيديا (الإنجليزية)